# Cinnamoyl-coenzyme A
 (janvier 2022).
Si vous disposez d'ouvrages ou d'articles de référence ou si vous connaissez des sites web de qualité traitant du thème abordé ici, merci de compléter l'article en donnant les références utiles à sa vérifiabilité et en les liant à la section « Notes et références ».
La cinnamoyl-coenzyme A, souvent abrégée en cinnamoyl-CoA, est le thioester de l'acide cinnamique et de la coenzyme A. C'est, avec la 4-coumaroyl-CoA, un important intermédiaire dans la voie métabolique des phénylpropanoïdes, notamment pour la biosynthèse des stilbénoïdes.